# بخش توجردی
بخش توجردی، یکی از بخش‌های شهرستان سرچهان در استان فارس ایران است. مرکز این بخش، شهر توجردی است.

## تقسیمات کشوری
- بخش توجردی
  - دهستان مروشکان
  - دهستان توجردی

شهر: توجردی

## جمعیت
بر پایه سرشماری عمومی نفوس و مسکن در سال ۱۳۹۵، جمعیت بخش توجردی برابر با ۷٬۳۳۷ نفر بوده است.